# Lepyrodon
Lepyrodon là một chi rêu trong họ Lepyrodontaceae.